# Zuzanna Wilczyńska
Zuzanna Wilczyńska (ur. 11 sierpnia 1763 w Warszawie, zm. 3 listopada 1837 tamże) – polska założycielka i kierowniczka prywatnej pensji dla panien w Warszawie. 

## Życiorys
Zuzanna Wilczyńska z Redlów, spokrewniona była z rodziną matki Narcyzy Żmichowskiej. Siostrą generała Jakuba Redel. W 1799 otworzyła pensję żeńską, połączoną z Instytutem Guwernantek. W 1829 została ochmistrzynią Wzorowej Pensji. W 1833 mianowana ochmistrzynią Instytutu Wychowania. Znana była z działalności charytatywnej dla swoich uczennic. Umarła 3 listopada 1837 roku.
Uczennicą pensji Zuzanny Wilczyńskiej była m.in. Narcyza Żmichowska. Pochowana na cmentarzu Powązkowskim.